# Cryptanura incerta
Cryptanura incerta là một loài tò vò trong họ Ichneumonidae.